# Crotalaria goreensis
Espèce
Synonymes
- Crotalaria cylindrocarpa sensu auct.[1]
- Crotalaria falcata Schumach. & Thonn.[1]
- Crotalaria goreensis var. angustifolia Baker[1]
- Crotalaria leopoldvillensis De Wild.[1]
- Crotalaria macrostipula Steud. ex A. Rich.[1]

Crotalaria goreensis est une espèce de plantes à fleurs de la famille des Fabaceae et du genre Crotalaria, présente en Afrique tropicale.
Son épithète spécifique goreensis fait référence à l'île de Gorée au Sénégal.

## Description
Elle se présente sous des formes assez variées, tantôt annuelle, tantôt vivace de courte durée, érigée ou couchée. Sa hauteur peut aller de 6 à 250 cm. Elle peut ou non développer des branches.

## Distribution
Très répandue en Afrique tropicale, elle est observée du Sénégal à l'Éthiopie, également vers le sud, en Angola, au Zimbabwe et au Mozambique.

## Habitat
Elle se développe dans des endroits herbeux, sur des terrains cultivés ou dégradés, des jachères ou le long des rivières. Elle est parfois considérée comme une mauvaise herbe. On la trouve à une altitude comprise entre 600 et 1 200 m.

## Utilisation
Au Queensland (Australie), elle est cultivée comme engrais vert pour le tabac et la canne à sucre. Elle a également été acclimatée en Nouvelle-Guinée .

## Liste des sous-espèces et variétés
Selon Tropicos (20 juin 2020) (Attention liste brute contenant possiblement des synonymes) :
- Crotalaria goreensis subsp. goreensis
- Crotalaria goreensis subsp. macrostipula (Steud. ex A. Rich.) Baker f.
- Crotalaria goreensis var. angustifolia Baker
- Crotalaria goreensis var. goreensis
- Crotalaria goreensis var. macrostipula (Steud. ex A. Rich.) Baker f.